# Tetrastichinae
Die Tetrastichinae bilden eine Unterfamilie der Erzwespenfamilie Eulophidae.

## Merkmale
Die Gruppe wird innerhalb der Familie der Eulophidae mittels phylogenetischer und morphologischer Studien beschrieben. Molekularbiologische Untersuchungen von Burks, Heraty, Gebiola und Hansson (2011) lassen darauf schließen, dass die Gruppe monophyletisch ist. Die Tetrastichinae zeichnen sich durch folgende Eigenschaften aus: Die Submarginalader vereinigt sich nicht glatt mit dem Parastigma. Die Postmarginalader fehlt. Das Scutellum weist submediane und sublaterale Linien auf. Die Fühler der Weibchen besitzen drei Funikularglieder, die der Männchen vier, häufig mit verwirbelnden Setae (Borsten). 

## Verbreitung
Die Tetrastichinae sind kosmopolitisch verbreitet.

## Lebensweise
Die Tetrastichinae sind hauptsächlich primäre Endoparasitoide von Eiern, Larven oder Puppen von Zweiflüglern (Diptera), Hautflüglern (Hymenoptera) oder Schmetterlingen (Lepidoptera). Es gibt einen besonderen Bezug zu kleinen gallbildenden Wirten. Einige Arten parasitieren Gallmilben oder gallbildende Fadenwürmer. Spinnentiere gehören zum Wirtsspektrum einiger Arten. Ferner gibt es Arten, die als Ektoparasiten oder als fakultative oder obligate Hyperparasiten agieren. Weiterhin gibt es unter den Tetrastichinae Prädatoren von Eiern verschiedener Insekten. Es gibt Fälle, in welchen die Art im ersten Larvenstadium endoparasitisch in einem Wirtsei lebt und in den folgenden Larvenstadien weitere Wirtseier als Prädator befällt.

## Innere Systematik
Die Unterfamilie umfasst etwa 110 Gattungen mit ungefähr 3000 Arten. Artenreiche Gattungen sind Aprostocetus mit etwa 800 Arten und Tetrastichus mit annähernd 500 Arten. Im Folgenden die Gattungen der Tetrastichinae nach Noyes (2019).
- Aceratoneura Girault & Dodd, 1915
- Aceratoneuromyia Girault, 1917
- Agmostigma Ubaidillah & LaSalle, 1996
- Anaprostocetus Graham, 1987
- Apotetrastichus Graham, 1987
- Aprostocetus Westwood, 1833
- Aprostoporoides Narendran, 2004
- Apterastichus LaSalle, 1994
- Arachnoobius Boucek, 1988
- Aranobroter LaSalle, 1990
- Awara Boucek, 1988
- Baryscapus Foerster, 1856
- Benoitius Risbec, 1958
- Borneoastichus Narendran, 2006
- Careostrix LaSalle, 1994
- Ceratoneura Ashmead, 1894
- Ceratoneuronella Girault, 1913
- Ceratoneuropsis Girault, 1913
- Chaenotetrastichus Graham, 1987
- Chouioia Yang, 1989
- Chytrolestes LaSalle, 1994
- Cirrospilopsis Brethes, 1913
- Citrostichus Boucek, 1988
- Comastichus LaSalle, 1994
- Crataepus Foerster, 1878
- Cryptastichus LaSalle, 1998
- Cucarastichus LaSalle, 1994
- Dapsilothrix LaSalle, 1994
- Dzhanokmenia Kostjukov, 1977
- Enneastichus Kieffer, 1910
- Epichrysocharis Girault, 1913
- Eriastichus LaSalle, 1994
- Euceratoneura Girault, 1920
- Eulophoscotolinx Girault, 1913
- Exalarius LaSalle, 1994
- Exastichus LaSalle, 1994
- Farooqiella Jamal Ahmad, 2005
- Galeopsomyia Girault, 1916
- Gallastichus Rasplus & La Salle, 2011
- Gasterichus Boucek, 1988
- Gautamiella Khan, Agnihotri & Sushil, 2005
- Goethella Girault, 1928
- Gyrolasomyia Girault, 1913
- Hadranellus LaSalle & Boler, 1994
- Hadrotrichodes LaSalle, 1994
- Henryana Yoshimoto, 1983
- Holcotetrastichus Graham, 1987
- Idukkiella Narendran, 2007
- Iniostichus Kamijo & Ikeda, 1997
- Kiggaella Narendran, 2005
- Kocaagizus Doganlar, 1993
- Kocourekia Boucek, 1966
- Kolopterna Graham, 1987
- Kostjukovius Graham, 1991
- Kostjurixia Narendran, 2007
- Lasalleola Narendran, 2003
- Leprosa Kim & La Salle, 2008
- Leptocybe Fisher & La Salle, 2004
- Lisseurytomella Gahan & Fagan, 1923
- Megaceratoneura Girault, 1917
- Melittobia Westwood, 1848
- Mesofrons LaSalle, 1994
- Mestocharella Girault, 1913
- Minotetrastichus Kostjukov, 1977
- Mischotetrastichus Graham, 1987
- Moona Kim & La Salle, 2005
- Narendrania Fousi, 2004
- Neoaceratoneura Khan, Agnihotri & Sushil, 2005
- Neogasterichus Narendran, 2003
- Neohyperteles De Santis, 1957
- Neomestocharella Narendran & Fousi, 2002
- Neotrichoporoides Girault, 1913
- Nesolynx Ashmead, 1905
- Oncastichus LaSalle, 1995
- Oomyzus Rondani, 1870
- Oxypracetus LaSalle, 1994
- Palmistichus Delvare & LaSalle, 1993
- Parachrysocharis Girault, 1913
- Paragaleopsomyia Girault, 1917
- Paraspalangia Ashmead, 1904
- Paratetrastichus Yoshimoto & Ishii, 1965
- Pasohstichus Ikeda, 1997
- Peckelachertus Yoshimoto, 1970
- Pentastichus Ashmead, 1894
- Petalidion Graham, 1987
- Phymastichus LaSalle, 1990
- Planotetrastichus Yang, 1996
- Pracetus Boucek, 1988
- Pronotalia Gradwell, 1957
- Puklina Graham, 1991
- Quadrastichodella Girault, 1913
- Quadrastichus Girault, 1913
- Selitrichodes Girault, 1913
- Sigmoepilachna Khan, Agnihotri & Sushil, 2005
- Sigmophora Rondani, 1867
- Sphenolepis Nees, 1834
- Stepanovia Kostjukov, 2004
- Stipecarinata Ikeda & Kamijo, 1996
- Styotrichia LaSalle, 1994
- Tachinobia Boucek, 1977
- Tamarixia Mercet, 1924
- Tetrasta Boucek, 1988
- Tetrastichomphale Girault, 1935
- Tetrastichomyia Girault, 1916
- Tetrastichus Haliday, 1844
- Thripastichus Graham, 1987
- Thymus Girault, 1916
- Trjapitzinichus Kostjukov & Kosheleva, 2006
- Xenaprostocetus Graham, 1987
- Zeytinus Doganlar, 2011

## Arten (Auswahl)
- Tetrastichus coeruleus